# Karola Bloch
Karola Bloch (gebürtige Karola Piotrkowska; * 22. Januar 1905 in Łódź; † 31. Juli 1994 in Tübingen) war eine polnisch-deutsche Architektin und Autorin.

## Leben und Werk
Bloch stammte aus einer jüdisch-polnischen Fabrikantenfamilie, die während des Ersten Weltkrieges nach Russland flüchtete. 1921 zog die Familie nach Berlin. Bloch begann ihr Studium der Architektur; sie studierte zunächst in Wien, dann in Berlin als Schülerin von Hans Poelzig und Bruno Taut, bevor sie ihr Studium 1934 an der Universität Zürich abschloss. 1932 trat sie in die KPD ein. Trotz der Gefahren für Juden und Kommunisten in Deutschland seit der Machtergreifung der NSDAP kehrte sie nach Berlin zurück, von wo aus sie die KP in Moskau über die Vorgänge in Deutschland informierte. 1934 heiratete sie den Philosophen Ernst Bloch. 1937 verließ das Paar Deutschland und flüchtete über Wien, Prag und Paris in die USA; in Prag gründete sie mit Friedl Dicker-Brandeis ein Architekturbüro und veröffentlichte 1937 den Aufsatz „Wie reorganisiere ich meine Wohnung“, in dem wandelbare Möbel für kleine Wohnungen propagiert wurden. Da Ernst Bloch die englische Sprache nicht beherrschte, musste Karola die Familie als Architektin ernähren. 1949 kehrten die beiden mit Sohn Jan-Robert nach Deutschland zurück, wo Ernst Bloch einen Lehrstuhl an der Universität Leipzig übernahm. Karola Bloch entwarf Typengrundrisse für Kindergärten und Kinderkrippen im Auftrag der Deutschen Bauakademie, eines zentralen Forschungsinstituts der DDR. Sie war ab 1953 als Beraterin für das Vorzeigeprojekt des Kinderwochenheims „Zukunft der Nation“ für die Leipziger Baumwollspinnerei tätig, das 1955 fertiggestellt wurde und in Fach- und Frauenzeitschriften Beachtung fand.
1957 wurde die Anti-Stalinistin Bloch aus der SED ausgeschlossen. Als am 13. August 1961 die Berliner Mauer errichtet wurde, kehrte das Ehepaar Bloch, das sich auf einer Vortragsreise in der Bundesrepublik befand, nicht nach Leipzig zurück. Es siedelte sich in Tübingen an. Karola Bloch blieb weiterhin politisch aktiv und gründete unter anderem den Verein Hilfe zur Selbsthilfe, einen Selbsthilfeverein für ehemalige Strafgefangene. Sie unterstützte die von Alice Schwarzer ins Leben gerufene Aktion Frauen gegen den § 218. Mit 76 Jahren reiste sie nach Nicaragua, um die Sandinisten zu unterstützen. 1989 unterzeichnete sie die Erklärung Für euer Land, für unser Land. Der Appell war die westdeutsche Unterstützung für den Aufruf Für unser Land von 31 DDR-Bürgern, die den Wunsch nach schneller Wiedervereinigung kritisierten.
Die Privatbibliothek des Ehepaars Ernst und Karola Bloch befindet sich heute im Ernst-Bloch-Zentrum Ludwigshafen.

## Schriften (Auswahl)
- Aus meinem Leben, Mössingen-Talheim 1995, ISBN 3-7885-0240-1 (zuerst Pfullingen 1981).
- Die Sehnsucht des Menschen, ein wirklicher Mensch zu werden. Reden und Schriften. (2 Bände) Mössingen-Talheim 1989, ISBN 3-89376-003-2.
- (Mithrsg.) Lieber Genosse Bloch ...: Briefe Rudi Dutschkes an Karola und Ernst Bloch, Mössingen-Talheim 1988, ISBN 3-89376-001-6.
- Denken heißt Überschreiten. In memoriam Ernst Bloch 1885–1977, Köln, Frankfurt am Main 1978, ISBN 3-548-35152-2.
- Roland Beer, Claudia Lenz (Hrsg.): „ ... denn ohne Arbeit kann man nicht leben“ : Die Architektin Karola Bloch, Mössingen : Talheimer, 2022, ISBN 978-3-89376-187-6